# Aricoris monotona
Aricoris monotona is een vlindersoort uit de familie van de prachtvlinders (Riodinidae), onderfamilie Riodininae.
De wetenschappelijke naam van de soort werd als Melanope (Aricoris) monotona voor het eerst geldig gepubliceerd door Hans Ferdinand Emil Julius Stichel in 1910. Lange tijd werd dit als synoniem beschouwd van Aricoris constantius, maar in een recente publicatie is voorgesteld de soort weer te erkennen.
De soort heeft een spanwijdte van 21 millimeter bij de vrouwtjes en 25 millimeter bij de mannetjes. De vleugelkleur is egaal bruin met zwarte lijnen. Langs de achterrand van de achtervleugel bevindt zich, onderscheidend van vergelijkbare soorten, geen rand met zwarte vlekken. De soort komt voor in zuidelijk Brazilië.